# Johann Siegele
Johann Siegele, född 23 november 1948, är en friidrottare från Österrike. Han deltog vid olympiska sommarspelen 1980.